# Contea di Lewis (Idaho)
La contea di Lewis (in inglese Lewis County) è una contea dello Stato dell'Idaho, negli Stati Uniti. La popolazione al censimento del 2000 era di 3 747 abitanti. Il capoluogo di contea è Nezperce.

## Geografia fisica
La contea si trova nel nord-ovest dello Stato, nel saliente dell'Idaho. Il confine nord-est è dato dal fiume Clearwater. La maggior parte del territorio della contea, la parte settentrionale, fa parte della Riserva Nez Perce.

### Contee confinanti
- Contea di Clearwater – nord-est
- Contea di Idaho – sud
- Contea di Nez Perce – ovest/nord-ovest

## Storia
La contea fu creata nel 1911 e fu chiamata così in onore di Meriwether Lewis della spedizione di Lewis e Clark.

## Comuni

### Cities
- Craigmont
- Kamiah
- Nezperce (capoluogo)
- Reubens
- Winchester